# Plinthaster
Genre
Plinthaster est un genre d'étoiles de mer abyssales qui appartient à la famille des Goniasteridae.

## Liste d'espèces
Selon World Register of Marine Species (13 janvier 2015) :
- Plinthaster ceramoidea (Fisher, 1906) -- Hawaii
- Plinthaster dentatus (Perrier, 1884) -- Caraïbes et atlantique centre
- Plinthaster ephemeralis Macan, 1938 -- Afrique de l'est
- Plinthaster lenaigae Mah, 2018 -- Afrique de l'est
- Plinthaster untiedtae Mah, 2018 -- Afrique de l'est

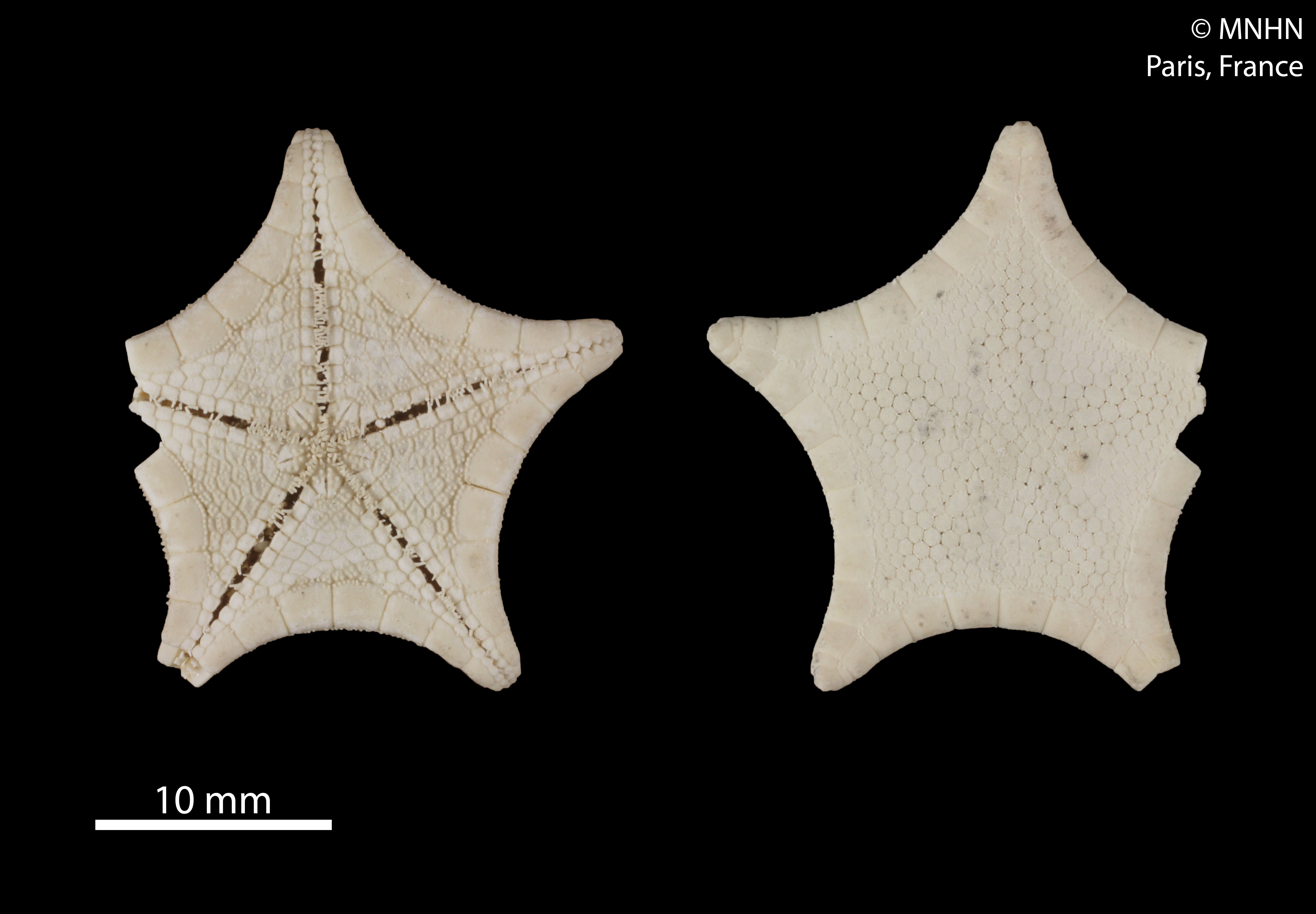
Plinthaster dentatus (MNHN)
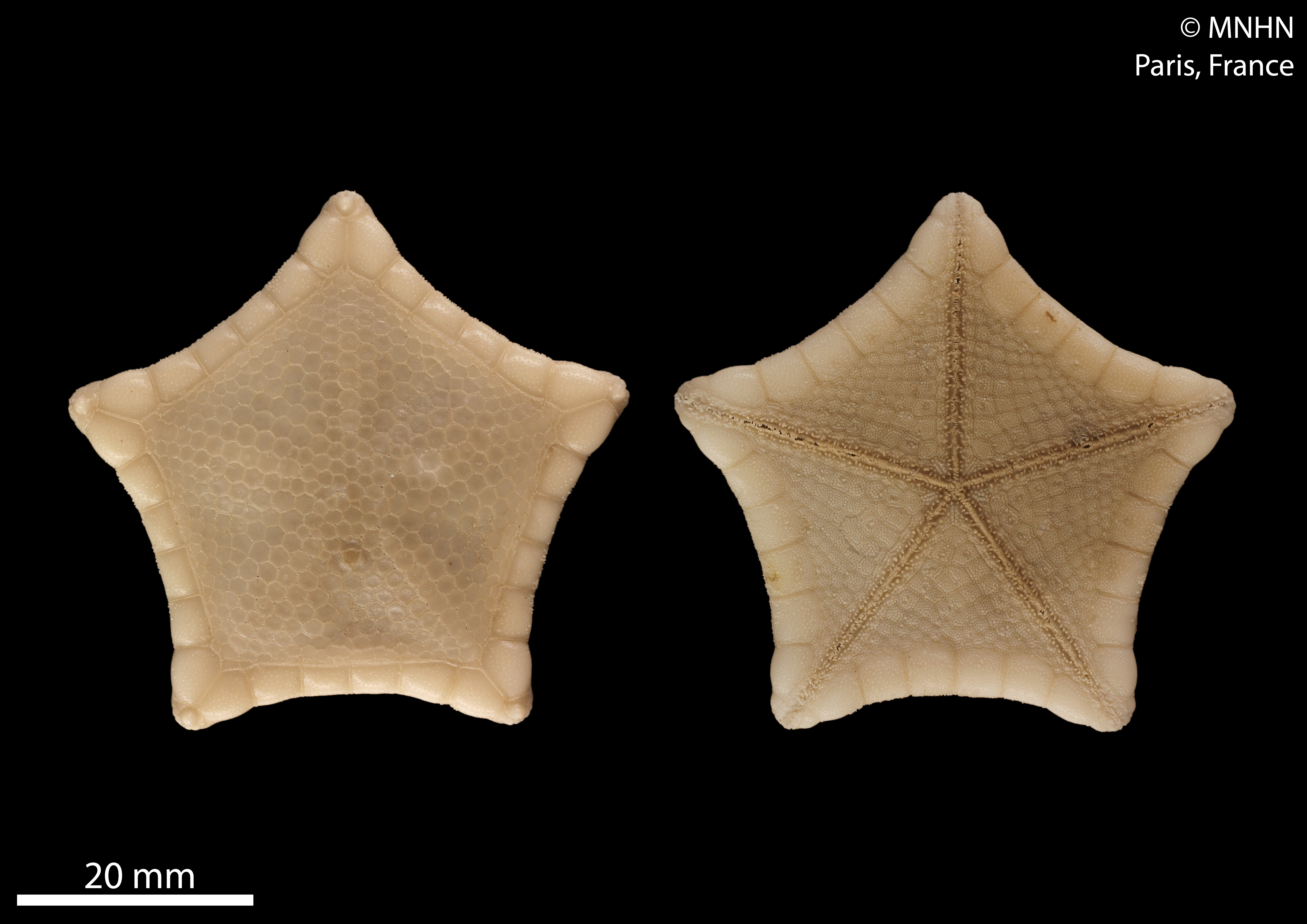
Plinthaster lenaigae (MNHN)
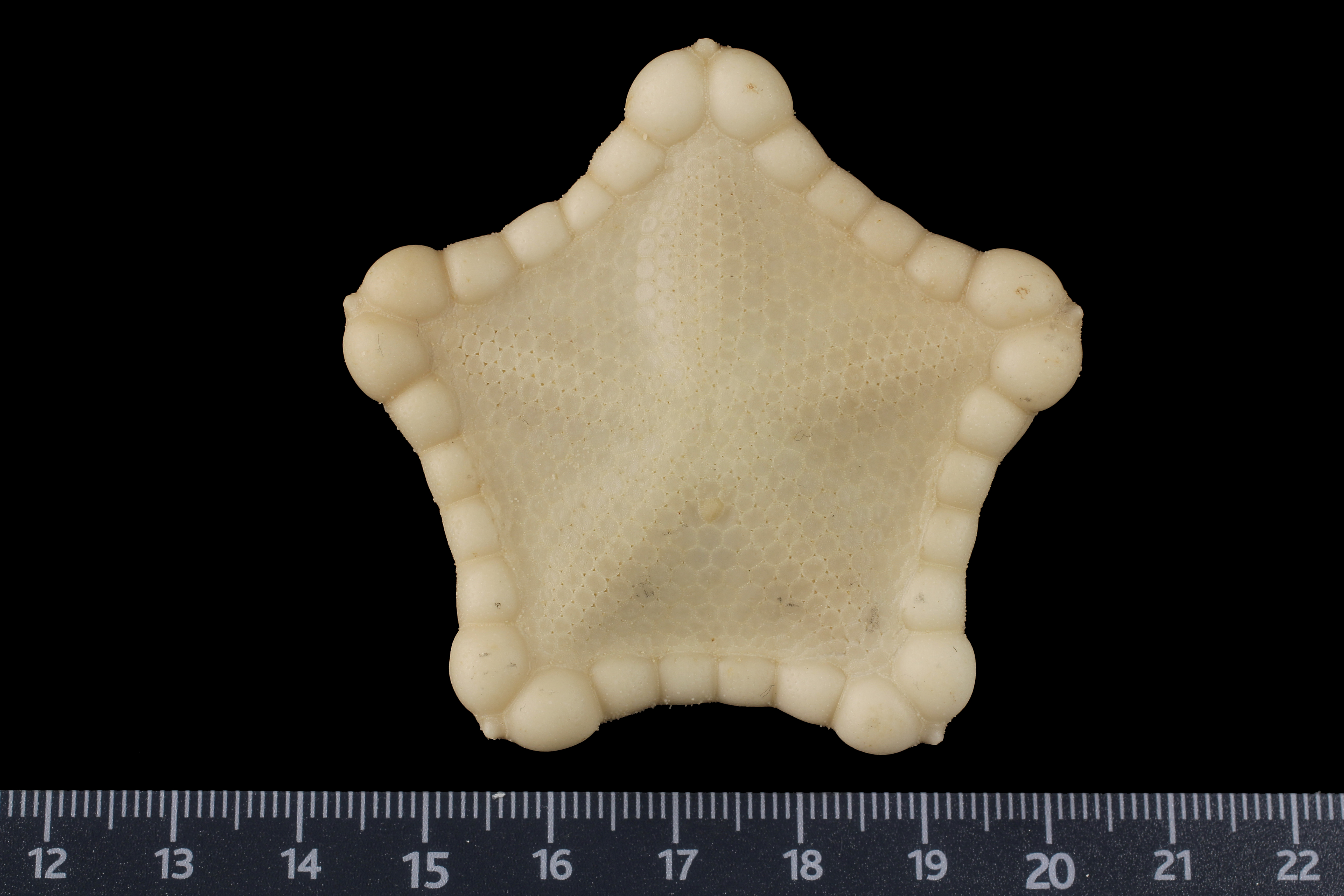
Plinthaster untiedtae (MNHN)